# Saint-Laurent-du-Mont
Saint-Laurent-du-Mont är en kommun i departementet Calvados i regionen Normandie i norra Frankrike. Kommunen ligger i kantonen Mézidon-Canon som ligger i arrondissementet Lisieux. År 2015 hade Saint-Laurent-du-Mont 192 invånare.

## Befolkningsutveckling
Antalet invånare i kommunen Saint-Laurent-du-Mont
Referens:INSEE